# 天津犹太会堂
天津猶太會堂，位于今天津市和平区南京路55号，临近郑州道口，对应租界时期的小河道（Creek Road）和都柏林道（Dublin Road）交口，以及天津光复后至墙子河填埋间的上海道14號。该猶太會堂原屬天津俄租界猶太宗教公會，曾是20世纪初犹太侨民在天津的活动中心。现为特殊保护等级历史风貌建筑和天津市文物保护单位。

## 历史

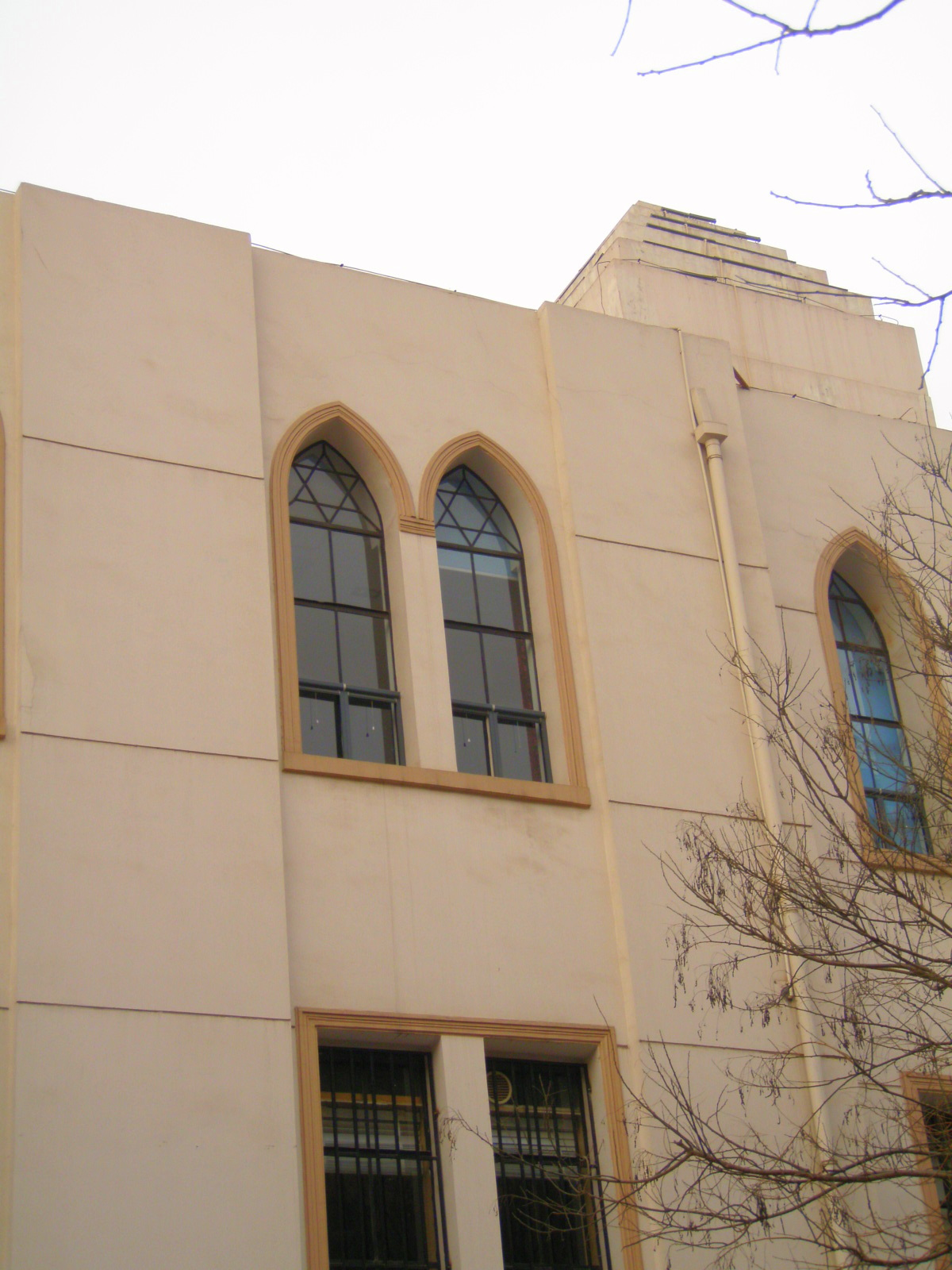
犹太會堂侧面的六芒星形状窗户

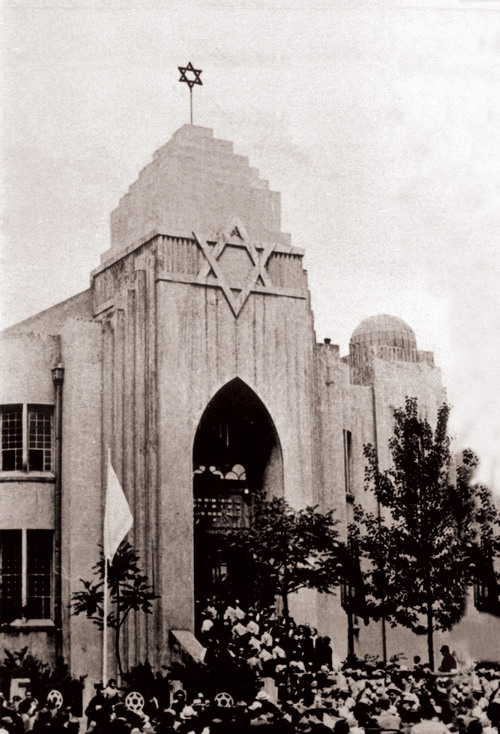
1948年，以色列建国，犹太人聚集在天津犹太会堂前

天津开埠后，逐渐成爲继上海和哈爾濱后猶太人在中國的第三大聚居城市。1905年，猶太宗教公會（天津希伯來公會）随之建立，創辦人是吉利舍維奇。当年天津犹太宗教公会下辖有犹太医院、犹太养老院、犹太饭堂和犹太公墓等福利救济机构。在天津的犹太人还出版报纸，创办犹太学校，成立天津希伯来协会，开展宗教文化活动。
1937年，天津犹太會堂开始筹建，1940年建成。1948年，寓居在天津的猶太人曾在此處慶賀以色列建國。之後，大量的猶太人返回以色列定居；同時中國進行的内戰讓身处天津的猶太人感到不安全，导致很多俄籍猶太人回到蘇聯。由于大部分在天津的犹太人收入减少，加上有贫苦的犹太人需要救济，犹太公会提出出售房产。1955年，天津市人民政府出资、由天主教爱国会出面买下犹太會堂，并于同年8月改爲天主教小營門教堂。虽然天津犹太人已所剩无几，在1956年至1959年間，上海犹太社团委员会仍不斷資助天津犹太公会。1958年，猶太宗教公會宣布停止活动。
1992年，犹太会堂旧址被出租給香港潮州軒酒家，遭到宗教人士反對后遷出并空置。2005年，天津犹太会堂被列入历史风貌建筑。以色列希望能够修复天津犹太會堂并恢复其他的文化活动。2006年3月16日，天津市长戴相龙与以色列大使海逸达的会晤。戴相龙在会上宣布犹太會堂作为文化遗址加以保护。
2009年，天津犹太會堂重新整修，改建为中法会馆。
2013年，会堂旧址被列入第四批天津市文物保护单位。
现用作酒窖餐厅“No.55 Winery”。

## 建筑
天津犹太會堂由北歐建築師設計，是一座具有猶太教風格的犹太會堂，原建筑屋顶立有一金属质六芒星，建筑正面顶端亦镶嵌有六芒星，现已拆除但依稀可见六芒星的痕迹；原犹太會堂铁门上有六芒星形状围栏，正门玻璃彩窗有七烛台标志。